# Paroxystoglossa jocasta
Paroxystoglossa jocasta är en biart som först beskrevs av Carlos Schrottky 1910.  Paroxystoglossa jocasta ingår i släktet Paroxystoglossa och familjen vägbin. Inga underarter finns listade i Catalogue of Life.